# Moshe Ze'ev Flinker
Moshe Ze'ev Flinker (Den Haag, 2 oktober 1926 - Auschwitz, 1944), ook wel bekend als Maurice Wolf Flinker, was een Nederlands dagboekschrijver en slachtoffer van de Holocaust. Hij werd geboren als de zoon van de Poolse Noah Eliezer Flinker, die naar Nederland was geëmigreerd.
Het gezin ontvluchtte Den Haag in 1940 en verhuisde naar Brussel. Flinker begon in 1942 met het bijhouden van een dagboek. Het gezin werd in 1944 gearresteerd en naar concentratiekamp Auschwitz gedeporteerd, waar Moshe en zijn ouders omkwamen.
Het boek werd gered door zijn broers en zussen en in 1958 door Yad Vashem gepubliceerd in het Hebreeuws. In 1965 gaf Yad Vashem een Engelse vertaling uit, getiteld Young Moshe's Diary en met als ondertitel The spiritual torment of a Jewish boy in Nazi Europe. Een tweede editie volgde in 1971. Een Duitse vertaling hiervan werd in 2008 gepubliceerd onder de titel Auch wenn ich hoffe: Das Tagebuch des Moshe Flinker door Berlin University Press.
In 1973 verscheen een Nederlandse vertaling van de Hebreeuwse versie door rabbijn Jacob Soetendorp. In 1985 werd deze opnieuw uitgegeven voorzien van een inleiding door de journalist Dick Houwaart.

## Publicaties
- Hana'ar Mosjé. Jomano sjel Mosjé Flinker (Jeruzalem: Yad Vashem, 1958; Ned. vertaling: Dagboek van Mozes Flinker, 1942-1943, Baarn: Meulenhoff, 1973, ISBN 90-224-0139-1; Dagboek van Mozes Flinker (1942-1943), Amsterdam: Amphora Books, 1985, ISBN 90-6446-308-5)

- Bibliothèque nationale de France: cb171395323 (data)
- Gemeinsame Normdatei: 123664209
- International Standard Name Identifier: 0000 0000 6679 9469
- Library of Congress Control Number: n99056336
- Nationale Bibliotheek van Israël: 987007300432805171
- Nederlandse Thesaurus van Auteursnamen: 070947201
- Système universitaire de documentation: 20176184X
- Virtual International Authority File: 5846292
- WorldCat: E39PBJkHq67wdbDKMPVjYRQTHC